# Collège des Quatre-Nations
Le collège des Quatre-Nations est un ancien collège de l'université de Paris situé quai de Conti et abritant aujourd'hui le siège de l'Institut de France.

## Origines
En 1661, dans son testament, le cardinal Mazarin dédie une partie de sa grande fortune à la fondation d'un collège, destiné à l'instruction gratuite de soixante gentilshommes des quatre nations réunies à l'obédience royale par le traité de Westphalie (1648) et le traité des Pyrénées (1659) :
- l'Artois, les Flandres, le Hainaut et le Luxembourg (20 étudiants) ;
- l'Alsace et les autres territoires germaniques (15 étudiants) ;
- Pignerol et les États pontificaux (15 étudiants) ;
- le Roussillon, le Conflent et la Cerdagne (10 étudiants).

À sa mort, Mazarin souhaite être inhumé, comme son prédécesseur le cardinal de Richelieu l’avait fait  à la Sorbonne, dans la chapelle du collège.
Il lègue également l'ensemble de ses ouvrages à la bibliothèque du nouvel établissement (la bibliothèque Mazarine) qui devra être ouverte à tous les gens de lettres deux fois par semaine.

## Construction et occupation

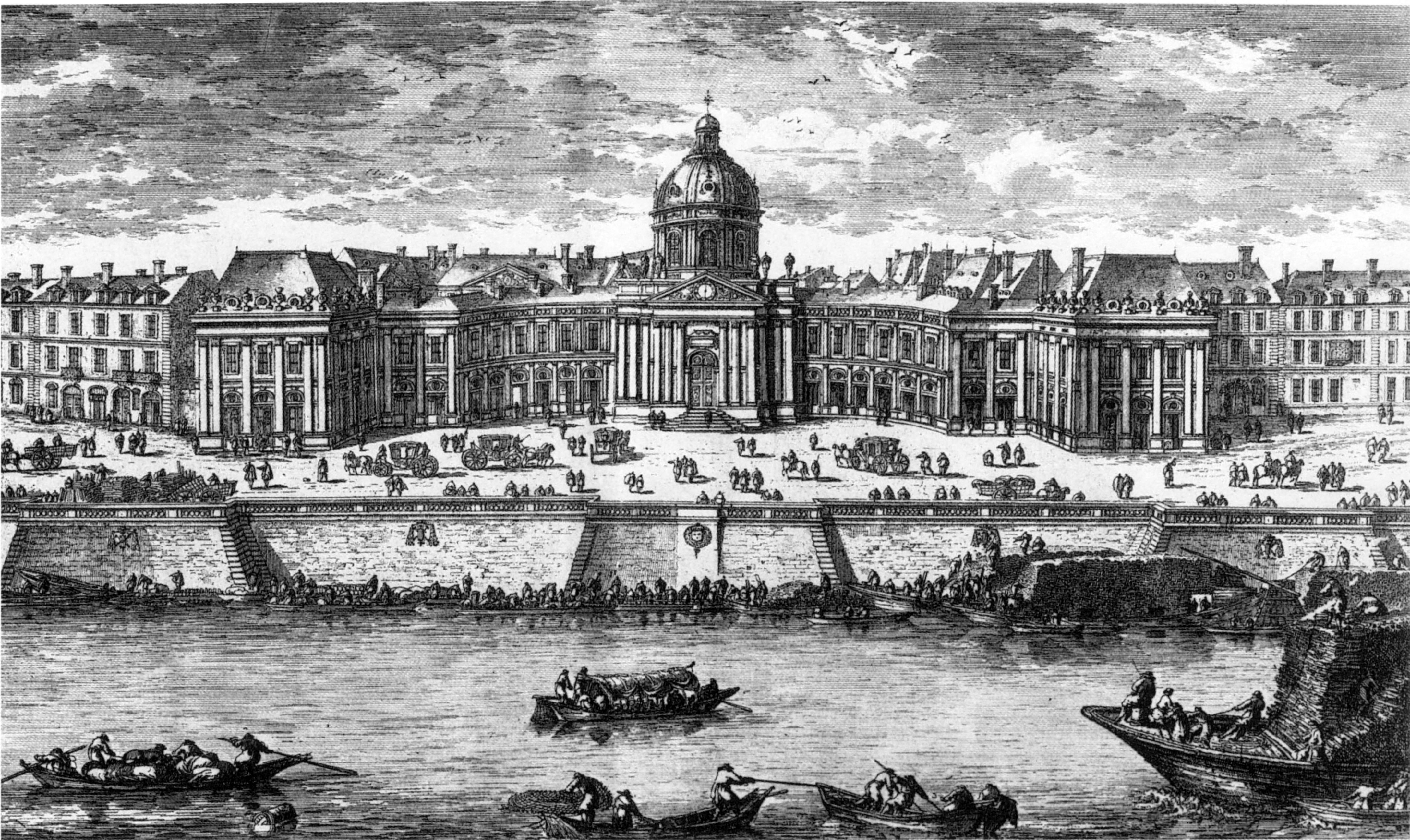
Vue du collège vers 1680.

Colbert charge Louis Le Vau de dresser les plans du collège situé sur la rive opposée de la Seine, face au palais du Louvre.
La construction est réalisée entre 1662 et 1688, et les premiers élèves sont accueillis à la rentrée d'octobre 1688. La bibliothèque héritée du palais Mazarin est ouverte au public en 1691. Le collège ferme en 1791.
À la Révolution, le collège des Quatre-Nations devint successivement le collège de l'Unité, puis une maison d'arrêt, le siège du Comité de salut public, puis celui de l’École centrale supérieure et enfin celui de l’École des beaux-arts.
En 1805, à la demande de Napoléon Ier, l'Institut de France quitte le Louvre où il se trouvait alors et investit l'ancien collège des Quatre-Nations. Antoine Vaudoyer transforme la chapelle en salle pour les séances des académies.
Le bâtiment est classé monument historique depuis 1862.
L'inscription latine gravée en façade, sur la frise du portique, rappelle l'origine du monument. Elle se lit ainsi :

« IVL.(IVS)  MAZARIN.(VS) S.(ANCTÆ) R.(OMANÆ) E.(CCLESIÆ) CARD.(INALIS) BASILICAM. ET. GYMNAS.(IVM) F.(ACIENDVM) C.(VRAVIT)

A.(NNO) M.D.C.L.X.I [MILLESIMO SESCENTESIMO SEXAGESIMO PRIMO] ». 

Elle signifie : « Jules Mazarin, cardinal de la sainte Église romaine, fit faire cette église royale et ce collège en l'an 1661 ». Une traduction plus conforme à l'Histoire serait : « Jules Mazarin, cardinal de la Sainte Église Romaine, fit le nécessaire en 1661 [notamment : financer par voie de testament] pour que soit édifiée [quelques années plus tard] cette église de fondation royale et ce collège. ».

## Tombeau de Mazarin

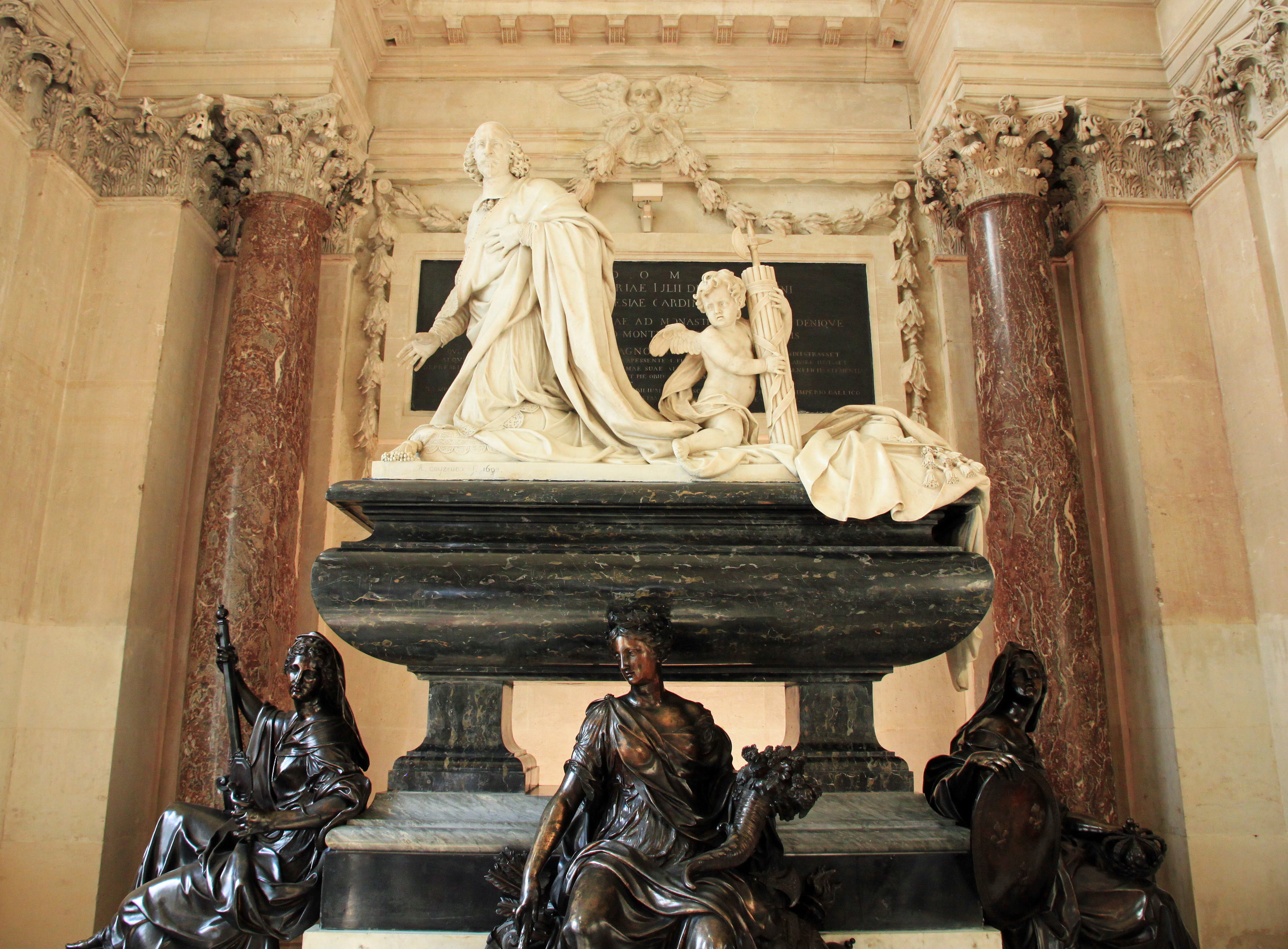
Tombeau de Mazarin dans la chapelle du Collège des Quatre-Nations.

La volonté de Mazarin était de reposer dans la chapelle du collège qu'il avait fondé. Conçu par Jules Hardouin-Mansart, le tombeau a été réalisé entre 1689 et 1693 par Antoine Coysevox aidé d'Étienne Le Hongre et de Jean-Baptiste Tuby. Cependant le monument a connu plusieurs déplacements. Après sa profanation et son démantèlement lors de la période révolutionnaire, il est reconstitué pour le musée des monuments français, déposé ensuite au musée de Versailles et enfin au musée du Louvre jusqu'en 1964 avant de revenir à son emplacement originel après la restauration de la chapelle. C'est aujourd'hui un cénotaphe car les restes de Mazarin ont disparu depuis la Révolution.

## Étudiants remarquables

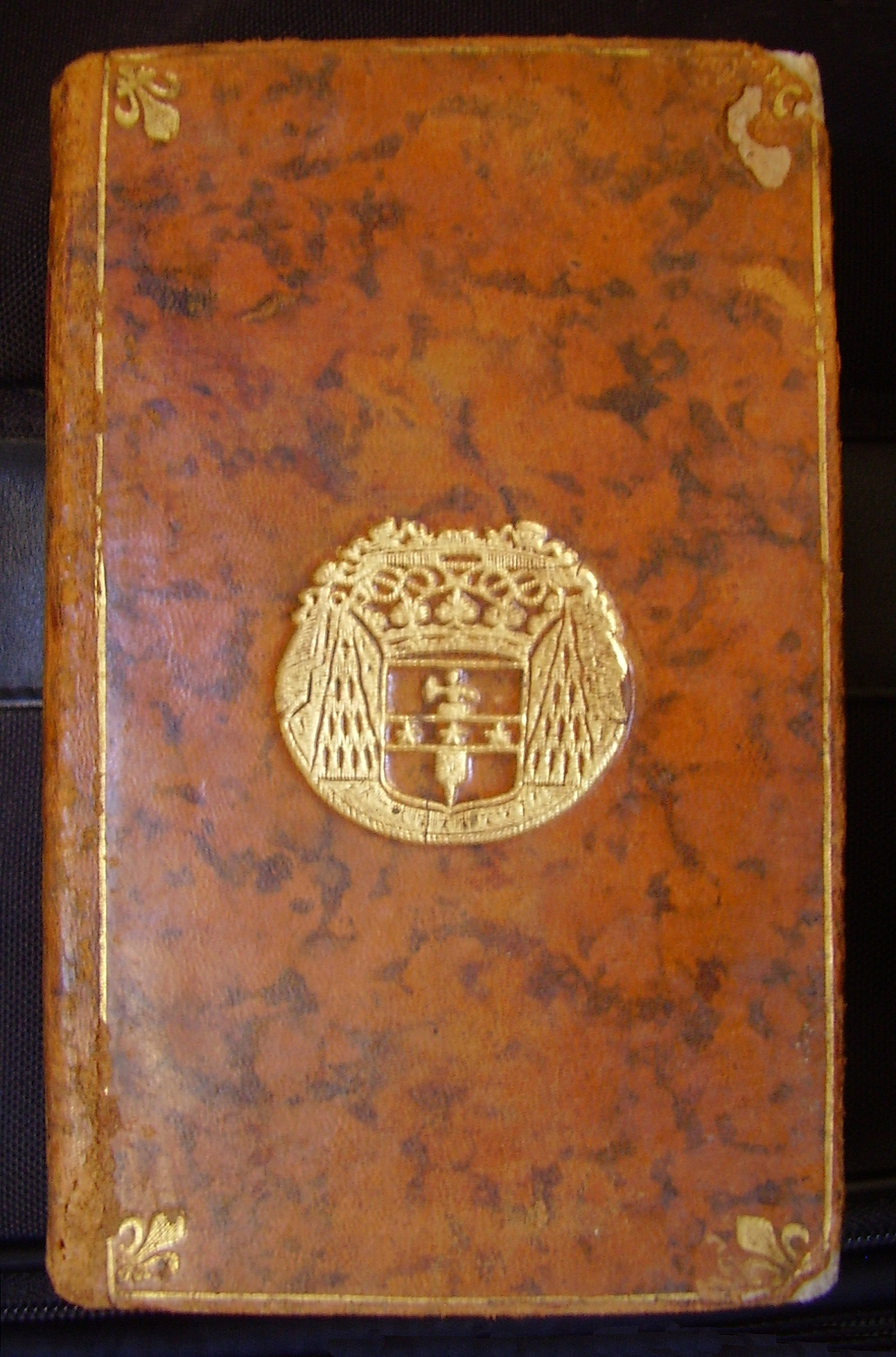
Livre donné comme prix à un élève du collège des Quatre-Nations (1789).

Parmi les étudiants qui ont fréquenté le Collège des Quatre-Nations, se trouvent notamment :
- Jean le Rond D'Alembert (1717-1783), encyclopédiste
- Jacques-Louis David  (1748-1825), peintreFondation et statuts du collège Mazarin (Bibliothèque de la Sorbonne, NuBIS).

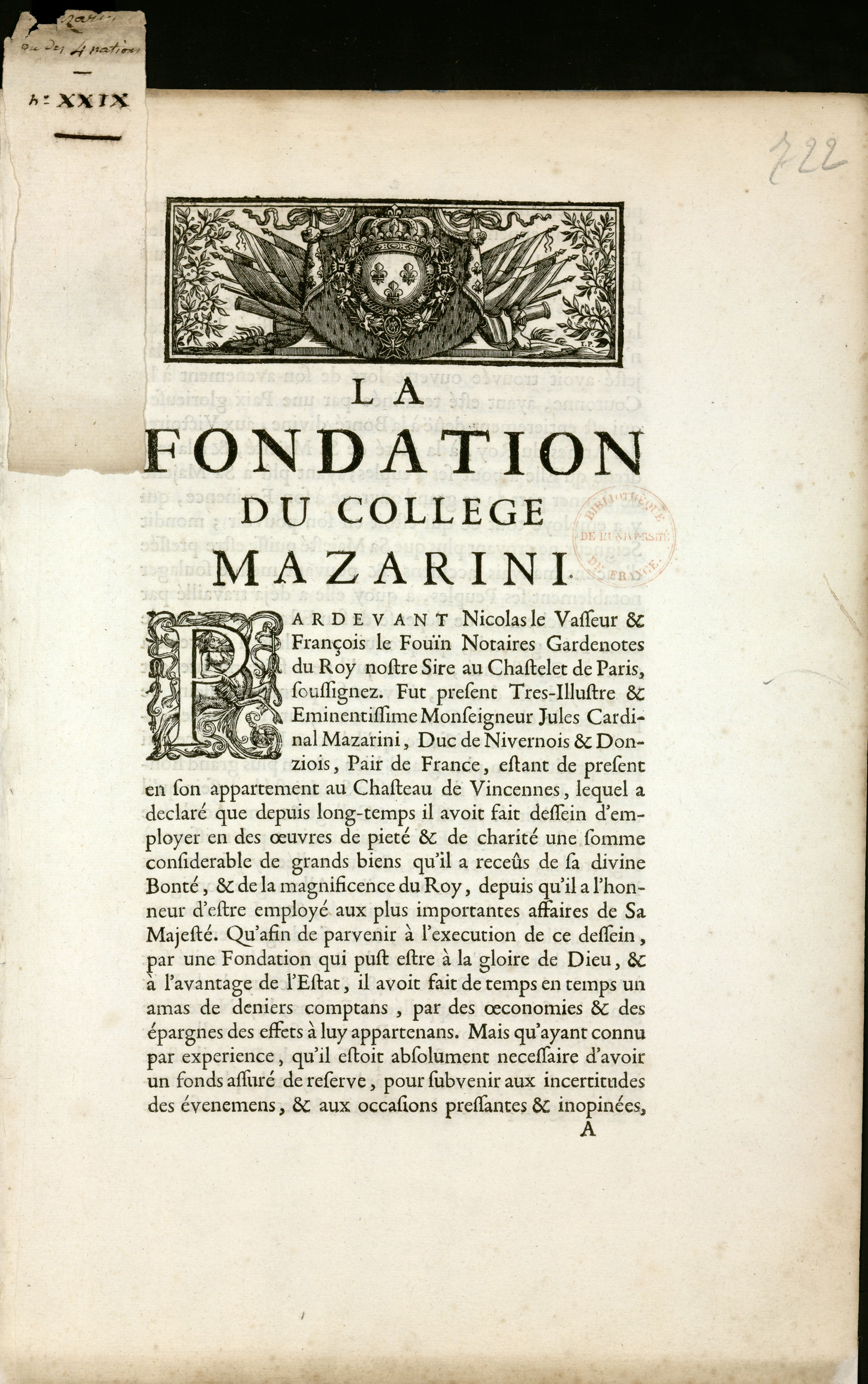
Fondation et statuts du collège Mazarin (Bibliothèque de la Sorbonne, NuBIS).

- Julien Louis Geoffroy (1743-1814), critique dramatique et littéraire
- Antoine Lavoisier (1743-1794), chimiste, philosophe et économiste
- Charles-Augustin Coulomb (1736-1806) physicien et ingénieur ayant découvert la loi caractérisant la force électromagnétique entre deux particules chargées, ouvrant ainsi la voie à l'étude quantitative de l'électricité, jusqu'alors qualitative.
- Charles de Beaumont, chevalier d'Eon (1728-1810) espion, diplomate et homme de lettres français.
- Louis-Sébastien Mercier (1740-1814), écrivain français du mouvement des Lumières, à la fois romancier, dramaturge, essayiste, philosophe, critique littéraire et journaliste.
- Pierre-Loïc Cheval, philosophe (1748-1822)

### Références

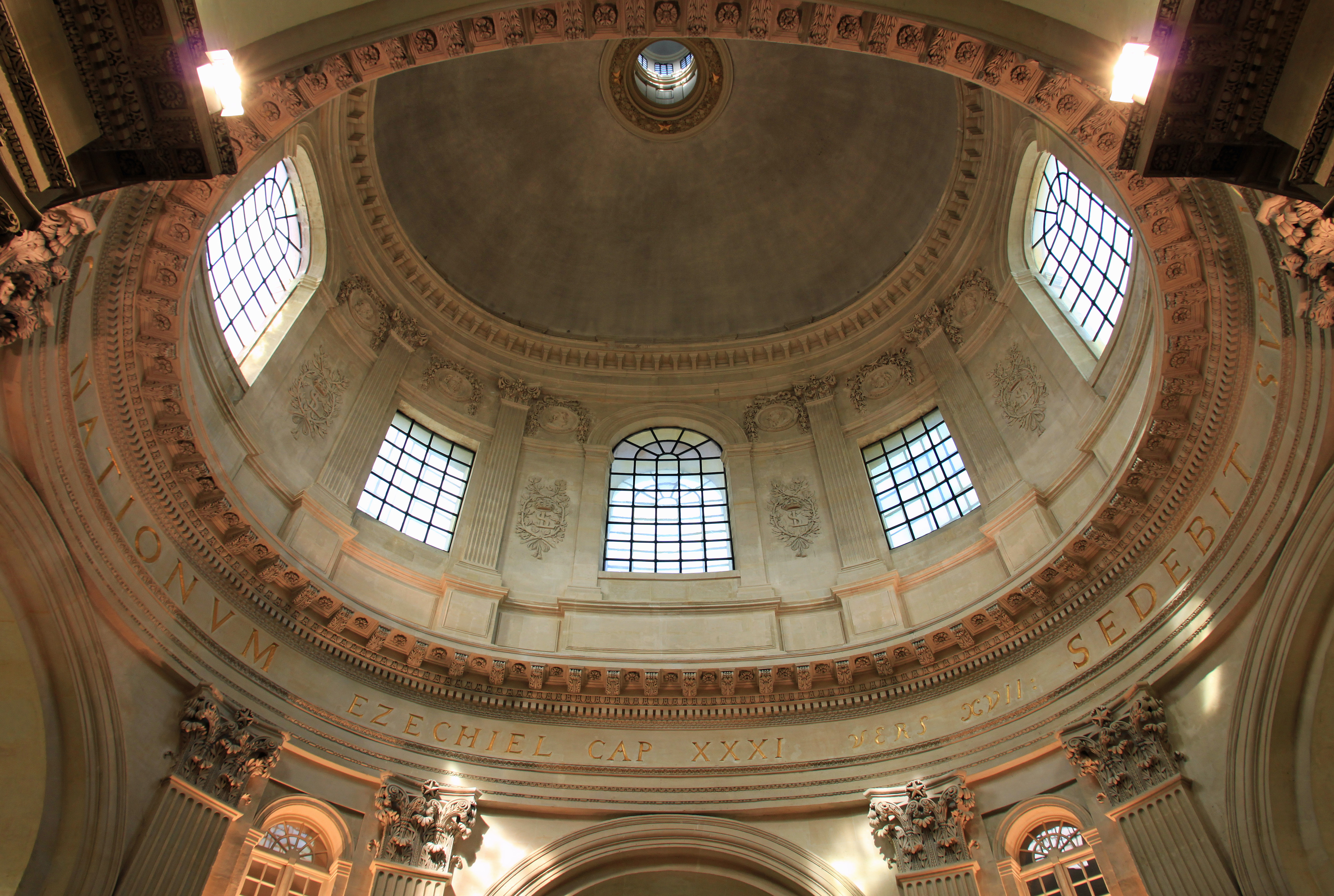
La coupole, de forme elliptique à l'intérieur.